# 20 Hits på Dansktoppen 2
20 Hits på Dansktoppen 2 er et opsamlingsalbum med danske sanger 
på Dansktoppen. Albummet blev udgivet i 1995. 

## Spor
1. Vildt forelsket – Birthe Kjær (P.Åhs/P.Johansson-H & K. Heick)
2. Såd´n er livet – Bjørn & Johnny (Bill Cook/Stig Anderson- H & K. Heick)
3. Efter regnvejr kommer solskin – Richard Ragnvald (L.Clerwall/Jørgen de Mylius)
4. Køge torv – Kim Schwartz (Kim Schwartz)
5. Kom med til fest – Karina Høgfeldt (Jesper Christoffersen)
6. Før eller siden – Lis & Per (Bjørn Terje Bråthen/Liz & Per Kauczki)
7. Anders & Julius – Jodle Birge (Morten Simonsen/Birge Lømquist)
8. Min hvide orkide´ – Mik & Pylle (P.Sahlin/Vibe Jentzen)
9. Lørdag nat – Bjørn "Okay" Hansen (Bjørn Hansen)
10. Den gamle jukebox Harmony (S.S.Kristiansen/R.Rudberg-Arne Jensen)
11. Luk lidt sol og glæde ind – Skipper & Co. (Peder Søgaard/Tommy Aabo)
12. Frimækesprog Kim & Hallo (Søren Bundgaard/Bjarne Lisby)
13. Mit stjernetegn – Richard Ragnvald (Jesper Christoffersen/Anne Hagedorn)
14. Alle verdens glæder – Birthe Kjær (Mikael Wendt/Dan Adamsen)
15. Always pigen – Gorm & Bydrengene (G.B.Sarning/E.Ravn-G.B.Sarning)
16. Gi´ mig sol, gi´ mig hav – Kandis (Klaman-Keith Almgren/Fini)
17. Alt det du ønsker dig – Valhalla (Wendt/Lund-D.A.Capo)
18. Du er dig selv – Keld, Hilda & The Donkeys (Månsson/Forsberg/Heick)
19. Kundskabens træ – Klaus & Servants (William Kristoffersen/Jørgen de Mylius)
20. Du er solen på min himmel – Svanerne (Jesper Christoffersen/Anne Hagedorn)